# Kangqiao, Shanghai
Kangqiao (kinesiska: 康桥) är en köping i Kina. Den ligger i Pudong i storstadsområdet Shanghai, i den östra delen av landet, omkring 16 kilometer sydost om den centrala stadskärnan. Antalet invånare är 174 672. Befolkningen består av 84 013 kvinnor och 90 659 män. Barn under 15 år utgör 9,0 %, vuxna 15-64 år 84 %, och äldre över 65 år 6,0 %.